# Nederlands landskampioenschap 1899-1900
La Nederlands landskampioenschap 1899-1900 è stata la 12ª edizione della massima serie del campionato olandese di calcio.
Al campionato parteciparono tredici squadre e il HVV Den Haag vinse il titolo.

## Est
|   | Club                | G  | V | N | P | GF | GS | Punti | DR  |                            |
| - | ------------------- | -- | - | - | - | -- | -- | ----- | --- | -------------------------- |
| 1 | Victoria Wageningen | 10 | 6 | 3 | 1 | 28 | 8  | 15    | +20 | Qualificata per la finale. |
| 2 | Go Ahead Wageningen | 10 | 4 | 4 | 2 | 18 | 12 | 12    | +6  |                            |
| 3 | Quick Nijmegen      | 10 | 3 | 4 | 3 | 14 | 13 | 10    | +1  |                            |
| 4 | Vitesse             | 10 | 4 | 2 | 4 | 12 | 22 | 10    | -10 |                            |
| 5 | Hercules            | 10 | 3 | 1 | 6 | 13 | 22 | 7     | -9  |                            |
| 6 | PW                  | 10 | 2 | 2 | 6 | 15 | 23 | 6     | -8  |                            |

G = Partite giocate; V = Vittorie; N = Nulle/Pareggi; P = Perse; GF = Goal fatti; GS = Goal subiti; DR = Differenza reti, PT = Punti

## Ovest
|   | Club                     | G  | V  | N | P  | GF | GS | Punti | DR  |                                         |
| - | ------------------------ | -- | -- | - | -- | -- | -- | ----- | --- | --------------------------------------- |
| 1 | HVV Den Haag             | 12 | 10 | 1 | 1  | 45 | 22 | 21    | +23 | Qualificata per la finale.              |
| 2 | Ajax Sportman Combinatie | 12 | 6  | 4 | 2  | 28 | 14 | 16    | +12 |                                         |
| 3 | RAP Amsterdam            | 12 | 6  | 3 | 3  | 37 | 16 | 15    | +21 |                                         |
| 4 | Sparta Rotterdam         | 12 | 5  | 1 | 6  | 20 | 29 | 11    | -9  |                                         |
| 5 | HFC Haarlem              | 12 | 4  | 2 | 6  | 20 | 27 | 10    | -7  |                                         |
| 6 | HBS Craeyenhout          | 12 | 3  | 2 | 7  | 21 | 34 | 8     | -13 |                                         |
| 7 | Koninklijke HFC          | 12 | 1  | 1 | 10 | 12 | 41 | 3     | -29 | Non partecipa alla stagione successiva. |

G = Partite giocate; V = Vittorie; N = Nulle/Pareggi; P = Perse; GF = Goal fatti; GS = Goal subiti; DR = Differenza reti, PT = Punti

## Finale per il titolo
| Squadra 1    | Totale               | Squadra 2           | Andata | Ritorno |
| ------------ | -------------------- | ------------------- | ------ | ------- |
| HVV Den Haag | Una vittoria a testa | Victoria Wageningen | 4-1    | 0-2     |

## Ripetizione
| Squadra 1    | Risultato | Squadra 2           |
| ------------ | --------- | ------------------- |
| HVV Den Haag | 1–0       | Victoria Wageningen |

Il HVV Den Haag vince il titolo.